# L'Autobus à impériale
L’Autobus à impériale ou Les Espiègles rient au Québec (Here Come the Double Deckers) est une série télévisée britannico-américaine en 17 épisodes de 21 minutes diffusée entre le 8 janvier et le 30 avril 1971 sur BBC One au Royaume-Uni et entre le 12 septembre 1970 et le 3 septembre 1972 sur le réseau ABC aux États-Unis.
Au Québec, la série a été diffusée à partir du 5 septembre 1972 à la Télévision de Radio-Canada, et en France, à partir du 18 octobre 1972 sur la première chaîne de l'ORTF, puis rediffusée sur TF1 dans les émissions Les Visiteurs du mercredi (1976), Les Visiteurs de Noël (1980), et Croque Vacances (1983). Canal J a diffusé les épisodes 13 à 17 pour la première fois.

## Synopsis
À Londres, une bande de cinq garçons et de deux filles, a choisi pour terrain de jeux et quartier général un autobus à impériale (bus à étage, en anglais : double decker) abandonné dans un hangar désaffecté. Pour éloigner d'éventuels intrus, Prof', l'intellectuel de la bande, a inventé un ingénieux mécanisme de poulies à combinaison secrète qui permet d'accéder au hangar et au bus. Les jeunes gens passent leur temps à danser et à chanter, à inventer de drôles de machines et à faire parfois des bêtises. Mais voici qu'un homme d'affaires sans scrupule, M. Beaumont, veut raser le hangar où se trouve le bus pour y construire un parking.

## Production
À l'origine, la série était programmée pour deux saisons de 26 épisodes, mais la société de production américaine 20th Century Fox Television a mis un terme à la série après seulement 17 épisodes. Tournées aux studios de Elstree, à Londres et dans sa banlieue, les aventures loufoques et burlesques des jeunes personnages de la série, qui poussaient la chansonnette dans chaque épisode, ont rencontré un succès foudroyant partout où elles ont été diffusées. La modernité du feuilleton (pour l'époque) a fait mouche dès le premier épisode. Le générique pétillant et très rythmé a beaucoup contribué à laisser un vif souvenir dans la mémoire des jeunes téléspectateurs. Malgré son succès en France, L'Autobus à impériale n'a jamais été rediffusée sur les chaînes hertziennes depuis 1983.

## Fiche technique
- Titre original : Here Come the Double Deckers
- Titre français : L'Autobus à impériale
- Titre québécois : Les Espiègles rient
- Réalisateurs : Harry Booth, Charles Crichton, Jeremy Summers
- Scénaristes : Glyn Jones, Harry Booth, Peter Miller, Melvyn Hayes, Roy Simpson
- Musique : Alan Willis
  - Générique : musique et paroles de Harry Booth, Melvyn Hayes et Johnny Anthey ; Compositeur : Ivor Slaney
- Production : Roy Simpson
- Sociétés de production : 20th Century Fox Television
- Pays d'origine : Royaume-Uni, États-Unis
- Langue : anglais
- Nombre d'épisodes : 17 épisodes (1 saison)
- Durée : 21 minutes

## Distribution

### Acteurs principaux
- Peter Firth : Cap'taine (Scooper en VO)
- Brinsley Forde (VQ : Élizabeth Chouvalidzé) : Youpla (Spring en VO)
- Gillian Bailey (VQ : Ève Gagnier) : Belle (Billie en VO)
- Michael Audreson (en)(VQ : Daniel Lesourd) : Prof' (Brains en VO)
- Douglas Simmonds (fa) (VF : William Coryn ; VQ : Flora Balzano) : Glouton (Doughnut en VO)
- Bruce Clark (fa) : Solo (Sticks en VO)
- Debbie Russ (en) : Tigrette (Tiger en VO)
- Melvyn Hayes (en) (VF : Gérard Hernandez ; VQ : Benoît Marleau) : Albert, l'adulte (11 épisodes)

 Source et légende : version française (VF) sur RS Doublage Version québécoise sur Doublage.qc.ca

### Invités
D'autres acteurs ont fait partie de la distribution, comme Jane Seymour que l'on retrouve dans l'épisode Voyage au pays de la magie, ainsi que les futurs complices de Benny Hill dans l'émission burlesque du même nom.

## Personnages de la série
- Cap'taine, le chef de la bande et l'aîné du groupe.
- Belle, la jeune fille à queue de cheval, qui aime jardiner et qui veille sur Tigrette.
- Prof', le garçon à lunettes, l'intellectuel de la bande et génial inventeur.
- Glouton, le gros garçon qui passe son temps à manger des beignets.
- Solo, le batteur en herbe, le plus jeune des garçons.
- Youpla, le jovial garçon noir.
- Tigrette, la petite fille, benjamine de la bande qui ne se sépare jamais de Tigre, sa peluche.
- Albert, le seul ami adulte des sept enfants.

## Épisodes
1. Tigrette au volant (Tiger Takes Off)
2. Glouton a disparu (The Case of the Missing Doughnut)
3. Silence, on tourne ! (Get a Movie On)
4. Chasseurs d'autographes (Starstruck)
5. Le Château hanté (Happy Haunting)
6. Une partie de campagne (Summer Camp)
7. Les Espiègles rient (The Pop Singer)
8. Voyage au pays de la magie (Scooper Strikes Out)
9. La Course infernale (The Go-Karters)
10. Robbie le Robot (Robbie the Robot)
11. Un chien en or (A Helping Hound)
12. Les Envahisseurs de l'espace (Invaders from Space)
13. Un sympathique mauvais diable (Man's Best Friend)
14. Chien aveugle (Barney)
15. Un pour tous, tous pour un (United We Stand)
16. Les Puces savantes (Up to Scratch)
17. Le Concert de charité (A Hit for a Miss)

## Produits dérivés (France)

### VHS/ DVD
- K7 VHS : les douze premiers épisodes sont sortis en 4 VHS en 1995 (éditeur : 20th Century Fox).
- DVD : L'intégrale en coffret de 4 DVD ; LCJ Éditions ; (ASIN B0070WG0SC) ; sortie : 1er mars 2012